# Jiří Trnka (basketbalista)
Jiří Trnka (* 6. září 1972) je český basketbalista hrající Národní basketbalovou ligu za tým BK Synthesia Pardubice. Hraje na pozici pivota.
Je vysoký 213 cm, váží 122 kg.

## Kariéra
- 1998–2002 : BK Opava
- 2003–2005 : ČEZ Basketball Nymburk
- 2005–2007 : BK Synthesia Pardubice

## Statistiky
| Sezóna   | Soutěž      | Odehrané minuty | Průměr na zápas | Body | Průměr na zápas |
| -------- | ----------- | --------------- | --------------- | ---- | --------------- |
| 1998/99  | Mattoni NBL | 454.8           | 15.7            | 220  | 7.6             |
| 1999/00  | Mattoni NBL | 1128.0          | 25.6            | 568  | 12.9            |
| 2000/01  | Mattoni NBL | 400.1           | 16.7            | 216  | 9.0             |
| 2001/02  | Mattoni NBL | 709.7           | 16.5            | 407  | 9.5             |
| 2003/04  | Mattoni NBL | 602.6           | 15.1            | 406  | 10.2            |
| 2004/05  | Mattoni NBL | 607.1           | 16.4            | 286  | 7.7             |
| 2004/05  | Český pohár | 19.3            | 9.6             | 22   | 11.0            |
| 2005/06  | Mattoni NBL | 525.8           | 22.9            | 314  | 13.7            |
| 2006/07* | Mattoni NBL | 290.9           | 18.2            | 164  | 10.3            |

 *Rozehraná sezóna - údaje k 20.1.2007 